# Ceritinib
Ceritinib (nombre comercial Zykadia) es una droga para el tratamiento del cáncer de pulmón. Es un inhibidor ALK. Fue aprobada el 24 de abril de 2014 por la Administración de Alimentos y Medicamentos de Estados Unidos para el tratamiento de metástasis ALK-positivo de Carcinoma pulmonar no microcítico (NSCLC) después del tratamiento con crizotinib.

## Usos médicos
Ceritinib es un inhibidor anaplásico de linfoma quinasa (ALK)-positivo utilizado principalmente para el tratamiento de NSCLC metastásico. Anteriormente, solo estaba indicado para pacientes que habían desarrollado resistencia al crizotinib, otro inhibidor ALK-positivo, pero desde entonces su uso se ha expandido para servir como una opción principal para el CPCNP metastásico.

## Farmacología

### Mecanismo de acción
Ceritinib es un inhibidor selectivo y potente de la linfoma quinasa anaplásica (ALK). En fisiología normal, ALK funciona como un paso clave en el desarrollo y la función del tejido del sistema nervioso. Sin embargo, la translocación cromosómica y la fusión dan lugar a una forma oncogénica de ALK que ha sido implicada en la progresión del NSCLC. Por lo tanto, Ceritinib actúa inhibiendo esta enzima mutada y detiene la proliferación celular, lo que finalmente detiene la progresión del cáncer. Debido a que el ceritinib se considera una terapia dirigida contra el cáncer, se requiere una prueba aprobada por la FDA para determinar qué pacientes son candidatos para el ceritinib. Esta prueba, desarrollada por Roche, es el ensayo VENTANA ALK (D5F3) CDx y se utiliza para identificar pacientes con NSCLC positivos para ALK que se beneficiarían del tratamiento con ceritinib.

### Efectos adversos
Los efectos adversos graves incluyen toxicidad gastrointestinal, hepatotoxicidad, enfermedad pulmonar intersticial, síndrome de QT largo, hiperglucemia, bradicardia y pancreatitis.
Los efectos secundarios más comunes fueron diarrea, náuseas, enzimas hepáticas elevadas, vómitos, dolor abdominal, fatiga, disminución del apetito y estreñimiento. Debido al riesgo de elevación de las enzimas hepáticas, las pruebas de función hepática deben realizarse cada dos semanas durante las primeras 9 semanas de tratamiento.
Finalmente, el ceritinib es a la vez un sustrato y un potente inhibidor de la enzima CYP3A4, por lo que los medicamentos deben controlarse cuidadosamente para que puedan interactuar con el ceritinib.